# Eembrugge
Eembrugge est un village situé dans la commune néerlandaise de Baarn, dans la province d'Utrecht. Le 1er janvier 2004, le village comptait 130 habitants.

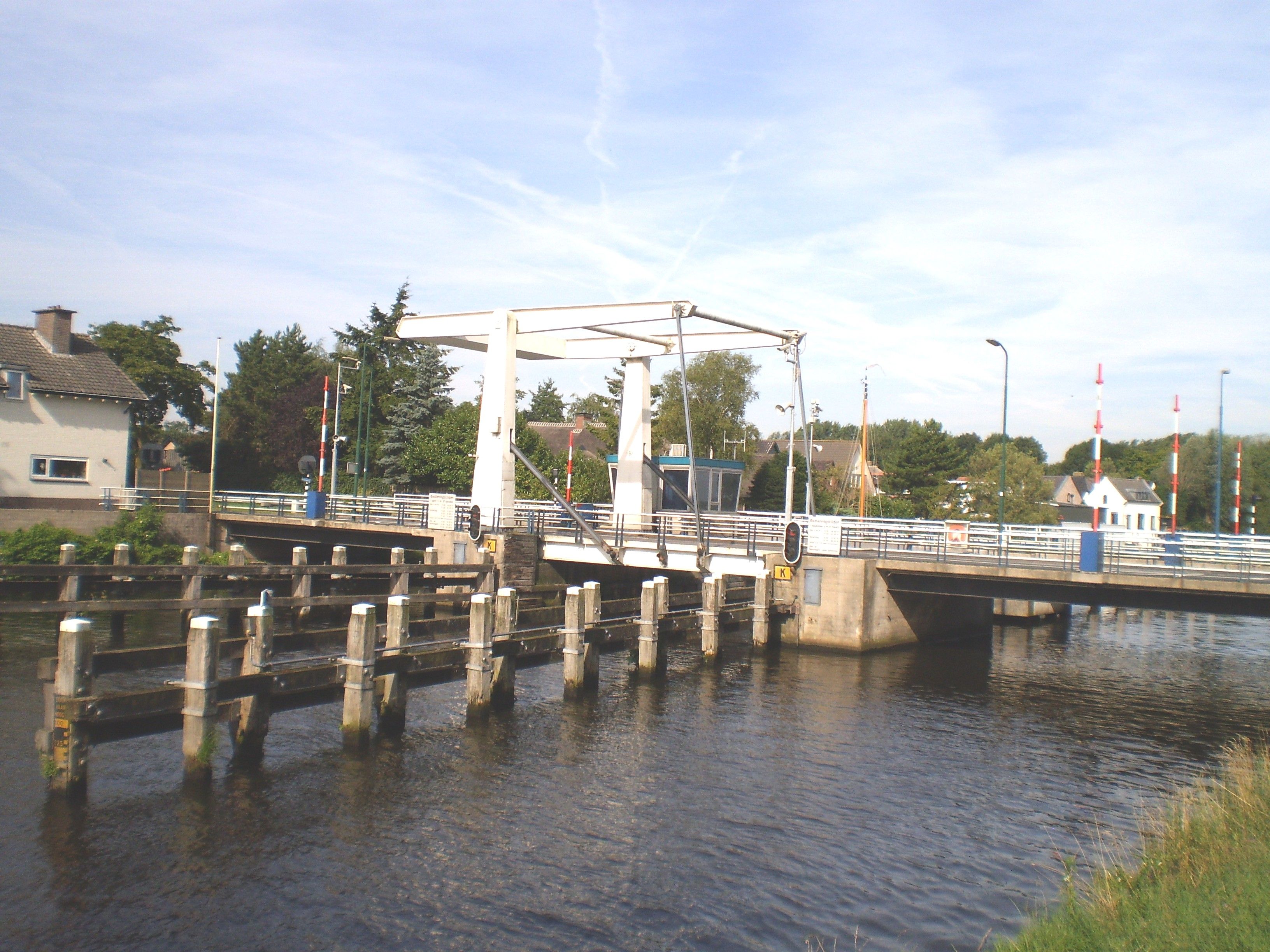
Eembrugge, 2009